# Guvernementet Vladimir
Guvernementet Vladimir var ett guvernement i mellersta Ryssland, nordöst om Moskva, 1796–1929.
Det sträckte sig över östra delen av mellersta Rysslands centralplatå, som hade en medelhöjd av 240–280 m, och var djupt fårat av floddalarna, så att det därigenom fick ett kuperat utseende.
Berggrunden bestod till större delen av kolförande sandsten, täckt med ett tjockt lager av krosstenslera, vilken ansågs vara bottenmorän under Nordeuropas istäcke och i sin ordning var i sänkorna täckt med yngre bildningar. Utom i distriktet Jurjev, där vissa sträckor hade svartjord, var marken föga bördig, och spannmål måste vanligen införas, även om lin, hampa och trädgårdsalster producerades för export. Järnmalm förekommer på många ställen, liksom porslinslera och gips. Huvudfloden var Oka, som var segelbar genom hela guvernementet och upptar Kljazma, som är segelbar till Kovrov. Stora kärrtrakter och flera småsjöar fanns, av vilka en, Plesjtjejevo (långt i väster), hade historiskt intresse, då det var där Peter den store som gosse vann sin första kunskap i segling.
Folkmängden uppgick 1915 till 2 225 900 personer, var 99,73 procent ryssar, 0,1 procent polacker och 0,1 procent judar. I inget ryskt guvernement var den ryska befolkningen procentuellt så talrik som i Vladimir. Religionsvis fördelade sig befolkningen så att 99,73 procent tillhörde den rysk-ortodoxa kyrkan,0,03 procent islam, 0,1 procent romersk-katolska läran,0,03 procent var protestanter och 0,09 procent judar. Av befolkningen, som till 90,3 procent utgjorde av bönder, var allenast 27 procent läskunniga eller, om barn under 9 år frånräknas, 35 procent.
Näst guvernementet Moskva hade inget guvernement så livlig industri som Vladimir, och denna bedrevs dels som storindustri, dels som hemslöjd. Nästan varje by hade sin specialitet, och medan i några nästan hela den manliga befolkningen utvandrar över hela Ryssland som snickare, timmermän, murare, smeder eller krämare, driver befolkningen i andra sina yrken hemma. Hela byar var sysselsatta med att måla ikoner, vilka, trots att de såldes mycket billigt, inbringade avsevärda summor. 